# José María Obando
José María Ramón Obando del Campo (Caloto, 1795 – Sobachoque, 1861) è stato un generale colombiano.
Soldato di Simón Bolívar dal 1822, divenne presto alleato di José Hilario López, ribellandosi a Bolívar e diventandone un nemico. Vicepresidente della Nueva Granada dal 1831 al 1832, fu esiliato dal regime e poté rimpatriare solo nel 1849. Nel 1840 fu sconfitto in battaglia da José Ignacio de Márquez. Eletto presidente nel 1853, fu nuovamente esiliato e negli ultimi anni si alleò con Tomás Cipriano Mosquera, venendo ucciso in battaglia.
Seppure non esistano prove certe, è stato il principale indiziato come mandante dell'assassinio di Antonio José de Sucre, Gran Mariscal di Ayacucho e considerato, all'epoca della sua morte, avvenuta nel 1830, come il successore del Libertador.